# Angelica Jade Bastién
Angelica Jade Bastién es una ensayista y crítica estadounidense. Es redactora de Vulture, donde ha reseñado películas y escrito resúmenes de televisión desde 2015. Bastién se especializa en terror y representaciones de mujeres y locura. Ha publicado escritos en The New York Times, The Village Voice, Harper's Bazaar, Criterion.com y otros. Su trabajo ha sido citado en medios como Vanity Fair, Vox y The Independent.

## Carrera
Bastién es redactora de Vulture, donde reseña cine y televisión. Ha colaborado escribiendo para The Atlantic, The New York Times, The Village Voice, The New Republic y otros. Su crítica sintetiza su análisis del casting, la trama y la cinematografía con las decisiones de producción fuera de la pantalla y la industria de los medios en general. Los temas frecuentes de su análisis incluyen el feminismo y las representaciones de las personas negras en el cine y la televisión. Tiene un fuerte interés personal en el género de terror y también es conocida como una experta en el trabajo de Keanu Reeves. Bastién citó a Angela Carter, Toni Morrison y James Baldwin como sus mayores influencias literarias.
Los escritos de Bastién también exploran representaciones de mujeres, salud mental y locura. Ha relacionado sus experiencias personales con enfermedades mentales con sus críticas. Bastién nombró La extraña pasajera como una película que tiene un gran significado personal para ella y apareció en el pódcast On Being para hablar sobre la película. El episodio en cuestión «This Movie Changed Me: "Now, Voyager"»  fue galardonado con el Premio Webby 2019.
Sus escritos han sido citados ampliamente en los principales medios como Jezebel, The Washington Post, The A.V. Club,  y Los Angeles Times. Ha realizado comentarios para WBEZ, The Guardian, y 1A.

## Vida personal
Bastién se crio en Miami y su familia es de Luisiana. Ella es afrolatina. Reside en Chicago, donde recibió su licenciatura del Columbia College Chicago.

## Premios y nominaciones
Premios ASME 2022:
- Nominada, categoría Ensayos y Crítica, por «Them Is Pure Degradation Porn»
- Nominado, categoría Ensayos y Crítica, por «The Underground Railroad is the Cinematic Event of the Year»
- Nominada, categoría Ensayos y Crítica, por «Cruella is the Girl-Bossification of the Madwoman»